# Майк Кін
Майк Джон Кін (англ. Michael John Keane; 29 травня 1967, м. Вінніпег, Канада) — канадський хокеїст, правий нападник.  
Виступав за «Вінніпег Ворріорс» (ЗХЛ), «Мус-Джо Ворріорс» (ЗХЛ), «Шербрук Канадієнс» (АХЛ), «Монреаль Канадієнс», «Колорадо Аваланш», «Нью-Йорк Рейнджерс», «Даллас Старс», «Сент-Луїс Блюз», «Ванкувер Канакс», «Манітоба Мус» (АХЛ). 
В чемпіонатах НХЛ — 1161 матч (168+302), у турнірах Кубка Стенлі — 220 матчів (34+40).
У складі молодіжної збірної Канади учасник чемпіонату світу 1987.
Досягнення
- Володар Кубка Стенлі (1993, 1996, 1999)

Нагороди
- Трофей Фреда Т. Ганта (2007)